# Christian Cassius
Christian Cassius, född 1640 i Løgumkloster, död 16 april 1699 på godset Tanderup vid Herning, var en tyskfödd ämbetsman och professor, verksam i Danmark och Sverige.

## Biografi
Cassius var son till fogden Johan Cassius, och skrevs 1660 in vid Helmstedts universitet, där han studerade filosofi och juridik. Här skrev han panegyriska dikter på latin, tillägnade inflytelserika delar av den svenska högadeln, genom vilkas stöd han först utnämndes till kommissionssekreterare i svensk tjänst, och år 1668 till eloquentiae et poesos professor - professor i romersk vältalighet och poesi - vid det nygrundade Lunds universitet. Han tillträdde detta ämbete i januari 1669 med ett festtal, men skall inte ha varit särskilt framgångsrik som professor; hans poetiska verksamhet karaktäriseras av Paul Gabriel Ahnfelt i dennes dom över ett program till akademiskt julfirande 1670 som "färglöst och trivialt, fast icke utan en viss rhetorisk ledighet och väldigt hopande af synonyma och antitheser". Han skall ej heller ha varit en särskilt framträdande medlem av konsistoriet, utan anslöt sig alltid till andras åsikter.
Oavsett vad blev Cassius tid som professor kort; en nedsänd kunglig kommission fann år 1670 att då Nils Wolff Stiernberg - informator till kanslern Gustav Otto Stenbocks son - redan var extraordinarie professor i retorik så var det "öfverflödigt att hafva 2:ne professores in eloqventia". Emedan "poesien näppeligen behöfde af någon professore särskilt vara drifven och representerad" gjordes Cassius således överflödig. Han blev istället generalauditör vid svenska hären och administratör vid krigskommissariatet, en tjänst som han tog avsked från vid årsskiftet 1676/1677, varefter han istället förgäves försökte utverka posten som hovrättsassessor i Stockholm. När detta inte heller gick vägen gick Cassius istället över i dansk tjänst, men lyckades inte heller få något ämbete där. Efter en incident i det danskockuperade Wismar, där Cassius – utan att formellt vara i dansk tjänst – överlämnade en svensk kurir med brev från det svenskallierade Holstein-Gottorp i danska händer kunde han inte längre hoppas på en tjänst vare sig i Sverige eller i hemlandet, varför hans enda utväg var att fortsatt vädja till danske kungens välvilja.
Cassius suppliker till danska kronan fick slutligen resultat år 1680, då han utnämndes till auditör vid Prins Christians Regiment, en tjänst han förvisso förlorade 1682, men med månatligt understöd. 1684 blev han slutligen informator åt danske kronprinsen, den blivande Frederik IV. Hans ansvar för den blivande konungens i slutändan bristfälliga utbildning är oklart, men hans undervisning skall inte ha föranlett några anmärkningar, och han förblev kronprinsens informator till dennes  myndighet. 1690 blev Cassius landsdomare i Nordjylland, och flyttade sålunda till Viborg. Samma år fick han kansliråds titel, något som kompletterades med titeln justitieråd 1696. Han förvärvade gården Hvolris vid Hersum 1691, och utökade sitt godsinnehav med godset Tanderup vid Herning 1693. Där levde han till sin död i stora finansiella svårigheter, främst på grund av ej utbetalda löner.
Cassius gifte sig 1668 med Magdalene Sibylle Ernman. Vid hans död hade han 6 efterlevande döttrar, samt sonen Friedrich. Denne var sekreterare först vid danska kansliet, och därefter vid tyska kansliet i Köpenhamn.